# Сланско
Сланско (на македонска литературна норма: Сланско) е село, в община Брод (Македонски Брод).

## География
Селото е разположено в областта Поречие в североизточните падини на Бушева планина на малката река Сланщица, десен приток на Треска (Голема). От общинския център Брод селото е отдалечено на 4 километра. Селото има три махали – Горна махала, Мурговци и Райовци.

## История
Село Сланско е споменато във Виргинската грамота на българския цар Константин Тих Асен от XIII век, издадена на манастира „Свети Георги Бързи“ при Скопие.
В XIX век, независимо, че географски принадлежи на Поречието, Сланско административно е част от Прилепска каза на Османската империя. В „Етнография на вилаетите Адрианопол, Монастир и Салоника“, издадена в Константинопол в 1878 година и отразяваща статистиката на населението от 1873 година, Сланско е посочено два пъти - веднъж като част от Прилепска каза под името Сланско (Slansko) с 56 домакинства и 246 жители българи и втори път като част от Кичевска каза под името Сланска (Slanska) с 54 домакинства и 225 жители българи.
През 1868 година за Сланско са предплатени три екземпляра от изданието на „Поучително евангелие“ на Софроний Врачански. Един е за църквата „Свети Николай“ и по един за спомоществувателите Кочо Танев (мутафчия) и Диме Д. Митрович. Днешната църква „Свети Никола“ е изградена в 1890 година.
Според статистиката на Васил Кънчов („Македония. Етнография и статистика“) от 1900 година Сланско е населявано от 560 жители, всички българи. Според Никола Киров („Крушово и борбите му за свобода“) към 1901 година Сланско има 80 български къщи.
34 сланщани участват в Илинденско-Преображенското въстание през лятото на 1902 година.
Цялото население на Сланско е под върховенството на Българската екзархия. По данни на секретаря на екзархията Димитър Мишев („La Macédoine et sa Population Chrétienne“) в 1905 година в Сланско има 600 българи екзархисти и функционира българско училище.
При избухването на Балканската война в 1912 година 18 души от Сланско са доброволци в Македоно-одринското опълчение.
След Междусъюзническата война в 1913 година селото попада в Сърбия.
По време на българското управление на Вардарска Македония през Първата световна война Сланско е част от Бродска община в Бродска околия на Тетовски окръг и има 587 жители.
На етническата си карта на Северозападна Македония в 1929 година Афанасий Селишчев отбелязва Сланско като българско село.
В 1934 година е изградена църквата „Свети Илия“.
Според преброяването от 2002 година селото има 169 жители македонци.

## Личности
Родени в Сланско
- Георги Апостолов, участник в Илинденско-Преображенското въстание[1]
- Гино Андреев, български революционер от ВМОРО, четник на Иван Наумов Алябака[12]
- Гюрчин Наумов Плякот (1851 – 1904), български революционер, войвода на ВМОРО
- Дамян и Секула Здравеви, участници в Илинденско-Преображенското въстание,[1] убити в 1909 година от сръбския войвода Михаил Йосифов[13]
- Диме Влечков, участник в Илинденско-Преображенското въстание[1]
- Димитрия Кочов, участник в Илинденско-Преображенското въстание[1]
- Димитрия Толев, участник в Илинденско-Преображенското въстание[1]
- Иван Смилев, участник в Илинденско-Преображенското въстание[1]
- Илия Апостолов, български революционер от ВМОРО, четник на Иван Наумов Алябака[12]
- Илия Тодоров, участник в Илинденско-Преображенското въстание[1]
- Китан Котев, участник в Илинденско-Преображенското въстание[1]
- Кузман Тодоров, български революционер от ВМОРО, четник на Деян Димитров[14]
- Лазар Божков, участник в Илинденско-Преображенското въстание[1]
- Милан Стефанов, участник в Илинденско-Преображенското въстание[1]
- Мишко Фиданов, български революционер, ръководител на сланечкия комитет нат ВМОРО[1]
- Никола Влечков, участник в Илинденско-Преображенското въстание[1]
- Никола Димев, участник в Илинденско-Преображенското въстание[1]
- Петър Дуков, български революционер от ВМОРО, четник на Кръстю Лазаров[15]
- Цветан Алексов, български революционер
- Симеон Мицев, участник в Илинденско-Преображенското въстание[1]
- Христо Видев, български архитект[16]
- Цветан Велев Меро, участник в Илинденско-Преображенското въстание[1]